# Richard Burden
Richard Haines Burden, född 1 september 1954 i Liverpool i Lancashire, är en brittisk politiker (Labour). Han var ledamot av underhuset för Birmingham Northfield mellan 1992 och 2019.